# Ganda Izo
Ganda Izo (« les enfants du pays ») est une milice songhaï et peule formée en 2009.

## Historique
Ganda Izo est formée en 2009 par d'anciens membres de Ganda Koy, lors de la rébellion touarègue de 2007-2009. Le groupe est fondé par Seydou Cissé, qui prend la tête de l'aile politique, tandis que le sergent Amadou Diallo, un sous-officier de l'armée malienne, se voit confier le commandement de la branche militaire. Cependant des tensions opposent les deux hommes en 2010, le premier accusant le second d'avoir commis des exécutions sommaires contre des civils.
Lors de la guerre du Mali, la milice Ganda Izo créé un camp près de Sévaré en mars 2012 et rassemble rapidement 1 500 volontaires. Le 21 juillet, elle se regroupe avec Ganda Koy pour former la Coordination des Mouvements et Front patriotique de résistance (CM-FPR).
Selon un rapport publié le 30 janvier 2013 par le Haut-Commissariat des Nations unies aux droits de l'homme, le nombre des membres de la milice est estimé à 1 337, mal équipés mais très organisés. La présence d'adolescents de moins de 18 ans au sein de Ganda Izo est également rapportée.
Le mouvement se révèle particulièrement hostile aux rebelles indépendantistes touaregs du MNLA mais se montre plus conciliant vis-à-vis des djihadistes. En 2012, le chef de Ganda Izo, Ibrahim Dicko, déclare notamment : « Notre problème c'était le MNLA qui voulait créer un État dans lequel on ne se reconnaissait pas. Les islamistes, en revanche, ce sont des musulmans, comme nous ».
En mars 2012, Ganda Izo affronte le MNLA près d'Ansongo au cours du combat de Soudere et du combat de Tin-Hama, au cours duquel le premier chef de la milice, Amadou Diallo, est tué. Ibrahim Dicko prend ensuite la tête du groupe.
Ganda Izo occupe Douentza le 13 juillet 2012, mais le 1er septembre les miliciens se laissent désarmer par le MUJAO sans opposer de résistance. Les djihadistes prennent également le contrôle de la ville,.

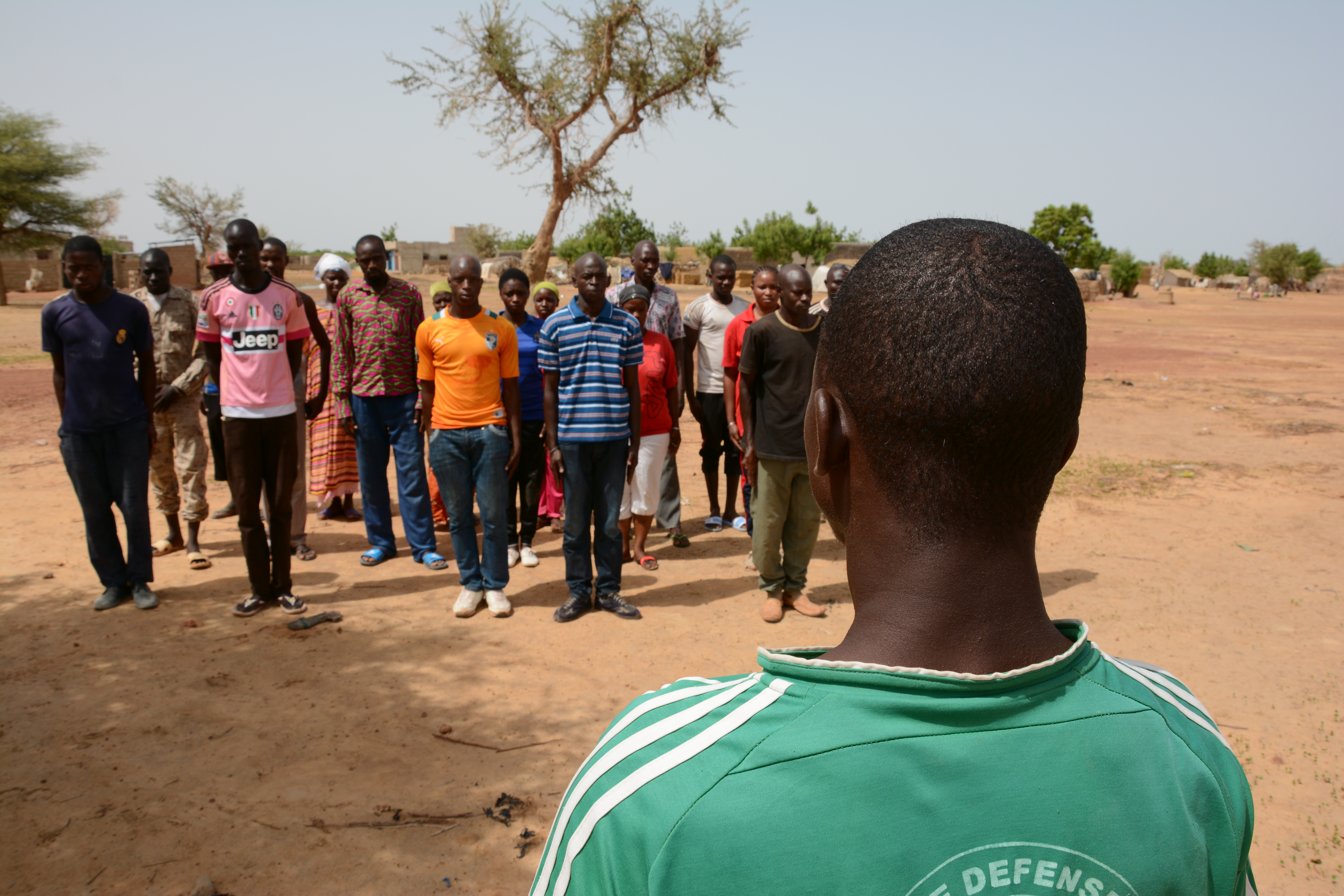
Des miliciens de Ganda Izo à Sévaré en juin 2016, attendant d'être cantonnés.

Le 15 mai 2015, Ganda Izo signe l'Accord d'Alger. Il intègre un temps la Coordination des mouvements de l'Azawad (CMA), mais s'en retire ensuite. Mais estimant ne pas être pris en compte dans les dispositifs de l'Accord, il se rapproche du MSA, de la CPA, du MPSA et du FPA.
En juin 2018, pour avoir recruté des enfants soldats, le GATIA et les autres groupes de la Plateforme sont inscrits sur la liste noire de l'ONU d’entités violant dans les guerres les droits des enfants. Cette inscription est contestée par Abrahmane Diallo, le secrétaire général de Ganda Izo, qui reconnait que des enfants soldats étaient effectivement dans les rangs de son groupe en 2012 mais qui affirme que ce n'est plus le cas depuis.